# Jerma
Jerma (srbsky Јерма, bulharsky Ерма) je řeka na Balkánském poloostrově, která je přítokem Nišavy. Její tok měří 74 km, z toho 48 km je v Srbsku a zbytek v Bulharsku; řeka dvakrát překračuje státní hranici. Oblast v povodí Jermy je nazývána Znepolje.
Pramení v nadmořské výšce 1384 m na náhorní plošině Vlasina v Pčinjském okruhu. Na bulharském území protéká městem Trăn. Řeka vytváří malebné soutěsky, které jsou chráněnou přírodní památkou, žije zde orel skalní. Oblast okolo vesnice Sukovo byla v minulosti známá těžbou uhlí. Nejdelším přítokem je Zvonačka reka.
Na břehu řeky se nachází klášter Poganovo, založený počátkem 15. století.
Podle řeky se jmenuje hora Erma Knoll na antarktickém Livingstonově ostrově.